# Старосамборский район
Староса́мборский райо́н (укр. Старосамбірський район) — упразднённая административная единица Львовской области Украины. Административный центр — город Старый Самбор.

## История
21 января 1959 года к Старо-Самборскому району был присоединён Стрелковский район.

## Население
По результатам всеукраинской переписи населения 2001 года в районе проживало 82,1 тысяч человек (94,8 % по отношению к переписи 1989 года), из них русских — 0,4 тыс. человек (0,5 % от всего населения) и поляков — 1 тыс. человек (1,2 % по отношению ко всему населению).

## Галерея
- Руины замка Гербуртов близ г. Добромиля